# Dlouhé Hradiště
Dlouhé Hradiště je malá vesnice, část obce Konstantinovy Lázně v okrese Tachov v Plzeňském kraji. Nachází se asi tři kilometry východně od Konstantinových Lázní. V roce 2021 zde trvale žilo 39 obyvatel.
Dlouhé Hradiště je také název katastrálního území o rozloze 4,55 km².

## Historie
První písemná zmínka o vesnici pochází z roku 1379.

## Obyvatelstvo
Při sčítání lidu v roce 1921 zde žilo 258 obyvatel (z toho 122 mužů), z nichž byl jeden Čechoslovák, 255 Němců a dva cizinci. Až na jednoho evangelíka se hlásili k římskokatolické církvi. Podle sčítání lidu z roku 1930 měla vesnice 234 obyvatel německé národnosti a římskokatolického vyznání.
| Rok            | 1869 | 1880 | 1890 | 1900 | 1910 | 1921 | 1930 | 1950 | 1961 | 1970 | 1980 | 1991 | 2001 | 2011 | 2021 |
| -------------- | ---- | ---- | ---- | ---- | ---- | ---- | ---- | ---- | ---- | ---- | ---- | ---- | ---- | ---- | ---- |
| Počet obyvatel | 229  | 283  | 282  | 263  | 238  | 258  | 234  | 98   | 87   | 77   | 55   | 20   | 24   | 19   | 39   |
| Počet domů     | 32   | 41   | 43   | 42   | 43   | 43   | 48   | 45   | 45   | 21   | 17   | 21   | 23   | 24   | 24   |

## Obecní správa
Při sčítání lidu v letech 1850–1960 bylo Dlouhé Hradiště samostatnou obcí v okrese Teplá, v letech 1900–1930 v okrese Planá a v roce 1950 v okrese Stříbro. V letech 1961–1979 bylo částí obce Okrouhlé Hradiště v okrese Tachov. Od 1. ledna 1980 je částí obce Konstantinovy Lázně v okrese Tachov.